# 広島県道259号帝釈峡井関線
広島県道259号帝釈峡井関線（ひろしまけんどう259ごう たいしゃくきょういせきせん）は、広島県神石郡神石高原町を通る一般県道である。

## 概要
神石郡神石高原町永野と同町井関を結ぶ。

### 路線データ
- 起点：神石郡神石高原町永野（広島県道25号三原東城線交点）
- 終点：神石郡神石高原町井関（上井関交差点、国道182号交点）
- 総延長：29.4 km

## 歴史
- 1975年（昭和50年）8月29日 - 広島県告示第743号により認定される。

前身は広島県道413号郷宮越線と広島県道417号小畠井関線、三和町道、神石町道、油木町道。広島県道412号牧油木線以北の広島県道413号郷宮越線（神石郡神石高原町草木と神石郡神石高原町永野を結ぶ路線）と広島県道410号安田上下線（当時、現：広島県道27号吉舎油木線）以南の広島県道417号小畠井関線を結ぶ山道が開通したことや神石郡を縦貫する幹線道路として整備されることを期待したことから認定されたものと思われる。
- 1992年（平成4年）頃 - 広島県道25号三原東城線のバイパス（神龍湖トンネル）開通に伴い神石高原町立歴史民俗資料館前交差点 - 神龍湖トンネル西口交差点間の広島県道25号三原東城線旧道を本路線に編入したため起点が変更される。
- 2004年（平成16年）11月5日 - 神石郡の全町村（三和町・神石町・油木町・豊松村）が合併して神石高原町が発足したことに伴い神石郡神石高原町域のみを通る路線になり、併せて起終点の地名が変更される。

## 路線状況
神石郡神石高原町小畠・小畠交差点以南は旧三和町中心部と国道182号（国道314号重用）を結ぶ道路と位置付けられているため改良が済んでいるが、路線の大部分は狭い山道であり、大型車の通行は困難である。そういう状況にもかかわらず、大型車の通行が困難であることを注意した案内標識はほとんどないため注意が必要である。
神石郡神石高原町永野地区の狭峻箇所を迂回する生活道路として、神石地区広域営農団地農道、林道永畝線、農道永野線がある。

### 重複区間
- 広島県道412号牧油木線（神石郡神石高原町草木：約0.6 km）

### 異常気象時通行規制区間
- 神石郡神石高原町永野（広島県道25号三原東城線交点） - 神石郡神石高原町阿下（広島県道416号三和油木線交点）間

## 地理

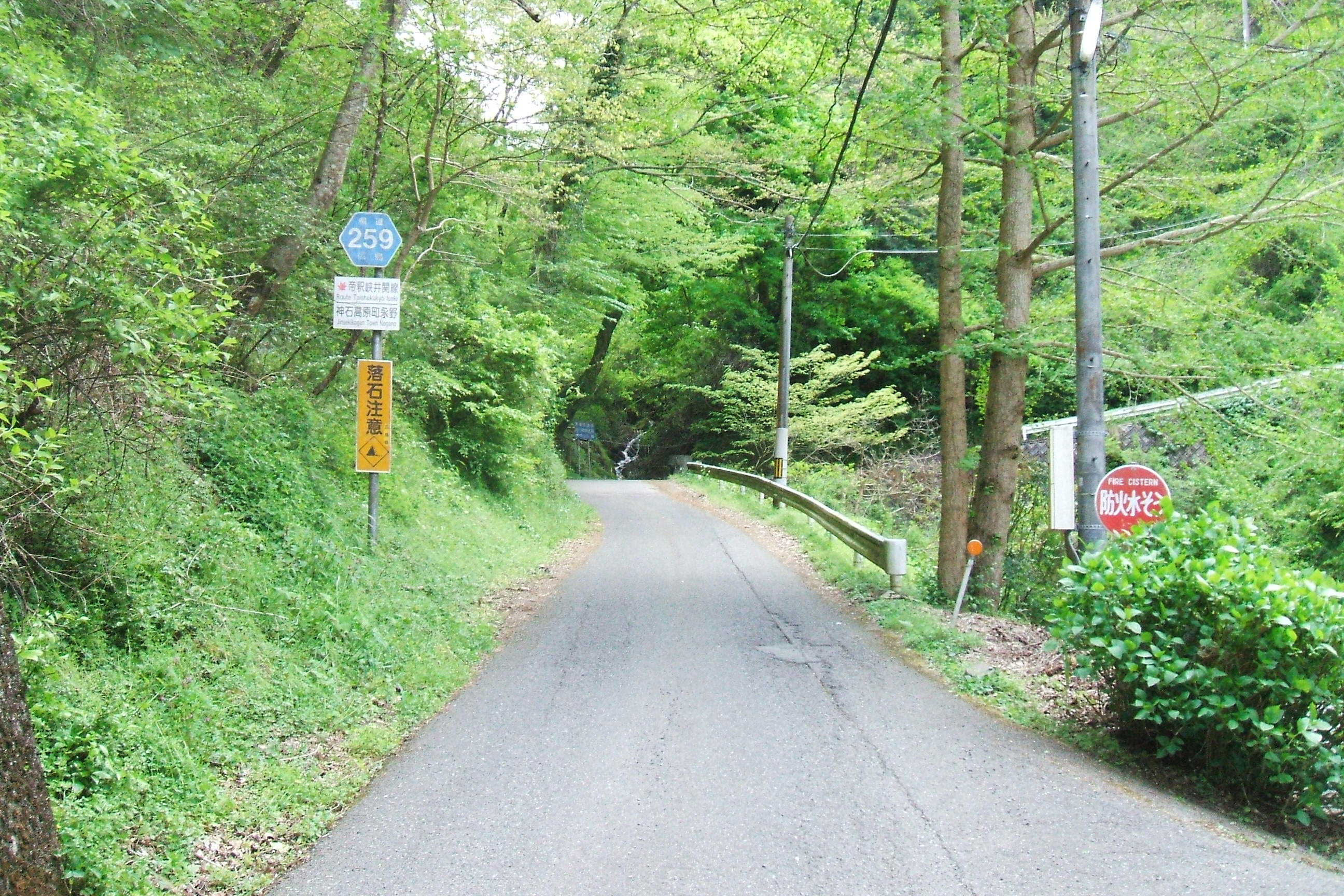
永野地区にある259号標識、このように道路幅は狭い

### 通過する自治体
- 神石郡神石高原町

### 交差する道路
| 交差する道路                       | 交差する場所 | 交差する場所        |
| ---------------------------------- | ------------ | ------------------- |
| 広島県道25号三原東城線             | 永野         | 起点                |
| 神石地区広域団地農道               | 永野         |                     |
| 広島県道412号牧油木線 重複区間起点 | 草木         |                     |
| 広島県道412号牧油木線 重複区間終点 | 草木         |                     |
| 広島県道416号三和油木線            | 阿下         |                     |
| 広島県道27号吉舎油木線             | 小畠         | 小畠交差点          |
| 広島県道400号藤尾井関線            | 井関         |                     |
| 国道182号 国道314号 重複           | 井関         | 上井関交差点 / 終点 |

### 沿線
- 帝釈峡
- 神石高原町立歴史民俗資料館
- 永野郵便局
- 神石高原町役場
- 観音堂岩陰遺跡
- 神石高原町立三和小学校
- 神石高原町立三和中学校
- 星居山（ほしのこやま）